# Eurovision Song Contest 1994
Il trentanovesimo Concorso Eurovisione della Canzone si tenne a Dublino (Irlanda) il 30 aprile 1994.

## Storia
Nel 1994 il numero di Paesi che volevano prendere parte al concorso divenne troppo grande per l'evento, così l'EBU decise di instaurare un sistema di relegazione. Sei dei sette paesi che nel 1993 finirono negli ultimi posti della classifica (Belgio, Danimarca, Israele, Slovenia, Turchia e Lussemburgo) vennero relegati e persero il diritto di partecipare al “Gran Premio” di quest'anno. Solo il Lussemburgo deciderà di non tornare l'anno successivo ritirandosi definitivamente dal concorso, mentre Cipro non venne relegata poiché l'Italia si ritirò volontariamente. Debuttano in quest'edizione Estonia, Lituania, Russia, Polonia, Romania, Slovacchia e Ungheria.
Per la terza volta consecutiva vinse l'Irlanda, ottenendo il maggior punteggio sino ad allora mai raggiunto: 226 punti. La canzone s'intitolava Rock 'n' Roll Kids, eseguita da Paul Harrington e Charlie McGettigan. La Polonia debutta alla grande, conquistando la seconda posizione. Uno dei momenti più emozionanti della serata fu l'Interval Act Riverdance. A partire da quest'anno i portavoce delle giurie nazionali appaiono in video e non sono più solo delle voci. La lingua italiana, nonostante l'assenza della nazione, è presente grazie a Duilio, il rappresentante svizzero, che canta Sto pregando.

## Stati partecipanti

Paesi partecipanti
Paesi che hanno partecipato in passato ma non hanno partecipato nel 1994

Paesi partecipanti
     Paesi che hanno partecipato in passato ma non hanno partecipato nel 1994
| Stato                   | Artista                                     | Brano                       | Lingua           | Processo di selezione                                                          |
| ----------------------- | ------------------------------------------- | --------------------------- | ---------------- | ------------------------------------------------------------------------------ |
| Austria                 | Petra Frey                                  | Für den Frieden der Welt    | Tedesco          | Finale nazionale                                                               |
| Bosnia ed Erzegovina    | Alma Čardžić & Dejan Lazarević              | Ostani kraj mene            | Bosniaco         | BH Eurosong 1994                                                               |
| Cipro                   | Evridiki                                    | Íme ánthropos ki egó        | Greco            | Finale nazionale                                                               |
| Croazia                 | Tony Cetinski                               | Nek' ti bude ljubav sva     | Croato           | Dora 1994, 20 marzo 1994                                                       |
| Estonia                 | Silvi Vrait                                 | Nagu merelaine              | Estone           | Eurolaul 1994, 26 febbraio 1994                                                |
| Finlandia               | CatCat                                      | Bye Bye Baby                | Finlandese       | Euroviisukarsinta 1994, 5 marzo 1994                                           |
| Francia                 | Nina Morato                                 | Je suis un vrai garçon      | Francese         | Interno                                                                        |
| Germania                | Mekado                                      | Wir geben 'ne Party         | Tedesco, Inglese | Interno                                                                        |
| Grecia                  | Kostas Bigalis                              | To Trehandiri               | Greco            | Interno                                                                        |
| Irlanda (organizzatore) | Paul Harrington & Charlie McGettigan        | Rock 'n' Roll Kids          | Inglese          | Eurosong 1994, 13 marzo 1994                                                   |
| Islanda                 | Sigga                                       | Nætur                       | Islandese        | Söngvakeppni Sjónvarpsins 1994                                                 |
| Lituania                | Ovidijus Vyšniauskas                        | Lopšinė mylimai             | Lituano          | Interno                                                                        |
| Malta                   | Chris and Moira                             | More than Love              | Inglese          | Malta Song for Europe 1994                                                     |
| Norvegia                | Elisabeth Andreassen & Jan Werner Danielsen | Duett                       | Norvegese        | Melodi Grand Prix 1994, 26 marzo 1994                                          |
| Paesi Bassi             | Willeke Alberti                             | Waar is de zon              | Olandese         | Interno per l'artista; Nationaal Songfestival 1994 per il brano, 26 marzo 1994 |
| Polonia                 | Edyta Górniak                               | To nie ja!                  | Polacco          | Interno                                                                        |
| Portogallo              | Sara Tavares                                | Chamar a música             | Portoghese       | Festival da Canção 1994, 7 marzo 1994                                          |
| Regno Unito             | Frances Ruffelle                            | Lonely Symphony             | Inglese          | Interno per l'artista; A Song For Europe 1994 per il brano, 18 marzo 1994      |
| Romania                 | Dan Bittman                                 | Dincolo de nori             | Romeno           | Selecția Națională 1994, 20 marzo 1994                                         |
| Russia                  | Masha Katz                                  | Vechny strannik             | Russo            | Finale nazionale, 12 marzo 1994                                                |
| Slovacchia              | Tublatanka                                  | Nekonečná pieseň            | Slovacco         | Interno                                                                        |
| Spagna                  | Alejandro Abad                              | Ella no es ella             | Spagnolo         | Interno                                                                        |
| Svezia                  | Marie Bergmanand & Roger Pontare            | Stjärnorna                  | Svedese          | Melodifestivalen 1994, 12 marzo 1994                                           |
| Svizzera                | Duilio                                      | Sto pregando                | Italiano         | Interno                                                                        |
| Ungheria                | Friderika Bayer                             | Kinek mondjam el vétkeimet? | Ungherese        | Finale nazionale, 5 febbraio 1994                                              |

### Artisti ritornanti
- Marie Bergman - Svezia 1971, Svezia 1972 (in entrambe le occasioni come una parte del gruppo "Family Four")
- Evridiki Theokleous - Cipro 1992
- Sigridur "Sigga" Beinteinsdóttir - Islanda 1990 (come una parte del gruppo "Stjórnin"), Islanda 1992 (come una parte del gruppo "Heart2Heart")
- Elisabeth Andreasson - Svezia 1982 (come una parte del gruppo "Chips"), Norvegia 1985 (come una parte del gruppo "Bobbysocks" - la vincitrice)

## Struttura di voto
Ogni paese premia con dodici, dieci, otto e dal sette all'uno, punti per le proprie dieci canzoni preferite.

## Orchestra
Diretta dai maestri: Olli Ahvenlahti (Finlandia), Sinan Alimanovic (Bosnia ed Erzegovina), Anders Berglund (Svezia), Valeriano Chiaravalle (Svizzera), Twanny Chircop (Malta), Norbert Daum (Germania), Alain Goraguer (Francia), Noel Kelehan (Romania, Grecia e Polonia), Pete Knutsen (Norvegia), Thilo Krassman (Portogallo), Urmas Lattikas (Estonia), Tomas Leiburas (Lituania), Josep Llobell (Spagna), Frank McNamara (Islanda), Miljenko Prohaska (Croazia), Michael Reed (Regno Unito), George Theofanous (Cipro), Vladimir Valovic (Slovacchia), Harry van Hoof (Paesi Bassi), Hermann Weindorf (Austria), Peter Wolf (Ungheria) e Lev Zemlinski (Russia). La canzone irlandese non usa accompagnamento orchestrale.

## Classifica
I paesi segnati in grassetto partecipano all'Eurovision Song Contest 1995
| N° | Stato                | Cantante                                    | Canzone                    | Punti | Posizione |
| -- | -------------------- | ------------------------------------------- | -------------------------- | ----- | --------- |
| 01 | Svezia               | Marie Bergman & Roger Pontare               | Stjärnorna                 | 48    | 13        |
| 02 | Finlandia            | CatCat                                      | Bye Bye Baby               | 11    | 22        |
| 03 | Irlanda              | Paul Harrington e Charlie McGettigan        | Rock 'n' Roll Kids         | 226   | 1         |
| 04 | Cipro                | Evridiki                                    | Ime anthropos ki ego       | 51    | 11        |
| 05 | Islanda              | Sigga                                       | Nætur                      | 49    | 12        |
| 06 | Regno Unito          | Frances Ruffelle                            | Loney Symphony             | 63    | 10        |
| 07 | Croazia              | Tony Cetinski                               | Nek' ti bude ljubav sva    | 27    | 16        |
| 08 | Portogallo           | Sara Tavares                                | Chamar a música            | 73    | 8         |
| 09 | Svizzera             | Martin Ďurinda & Tublatanka                 | Nekonečná pieseň           | 15    | 19        |
| 10 | Estonia              | Silvi Vrait                                 | Nagu Merelaine             | 2     | 24        |
| 11 | Romania              | Dan Bittman                                 | Dincolo de nori            | 14    | 21        |
| 12 | Malta                | Chris & Moira                               | More Than Love             | 97    | 5         |
| 13 | Paesi Bassi          | Willeke Alberti                             | Waar is de zon             | 4     | 23        |
| 14 | Germania             | Mekado                                      | Wir geben 'ne Party        | 128   | 3         |
| 15 | Slovacchia           | Duilio                                      | Sto Pregando               | 15    | 19        |
| 16 | Lituania             | Ovidijus Vyšniauskas                        | Lopšinė mylimai            | 0     | 25        |
| 17 | Norvegia             | Elisabeth Andreassen & Jan Werner Danielsen | Duett                      | 76    | 6         |
| 18 | Bosnia ed Erzegovina | Alma & Dejan                                | Ostani kraj mene           | 39    | 15        |
| 19 | Grecia               | Costas Bigalis & The Sea Lovers             | Diri diri (To trehadiri)   | 44    | 14        |
| 20 | Austria              | Petra Frey                                  | Für den Frieden der Welt   | 19    | 17        |
| 21 | Spagna               | Alejandro Abad                              | Ella no es ella            | 17    | 18        |
| 22 | Ungheria             | Friderika Bayer                             | Kinek Mondjam El Vétkeimet | 122   | 4         |
| 23 | Russia               | Youddiph                                    | Vyechniy stranik           | 70    | 9         |
| 24 | Polonia              | Edyta Górniak                               | To nie ja                  | 166   | 2         |
| 25 | Francia              | Nina Morato                                 | Je suis un vrai garçon     | 74    | 7         |

12 punti
| N. | A          | Da                                                                              |
| -- | ---------- | ------------------------------------------------------------------------------- |
| 8  | Irlanda    | Croazia, Germania, Islanda, Norvegia, Paesi Bassi, Portogallo, Russia, Svizzera |
| 5  | Polonia    | Austria, Estonia, Francia, Lituania, Regno Unito                                |
| 4  | Ungheria   | Irlanda, Finlandia, Polonia, Svezia                                             |
| 2  | Germania   | Romania, Ungheria                                                               |
| 1  | Cipro      | Grecia                                                                          |
| 1  | Croazia    | Slovacchia                                                                      |
| 1  | Grecia     | Cipro                                                                           |
| 1  | Malta      | Bosnia e Erzegovina                                                             |
| 1  | Portogallo | Spagna                                                                          |
| 1  | Slovacchia | Malta                                                                           |